# الکترومتر

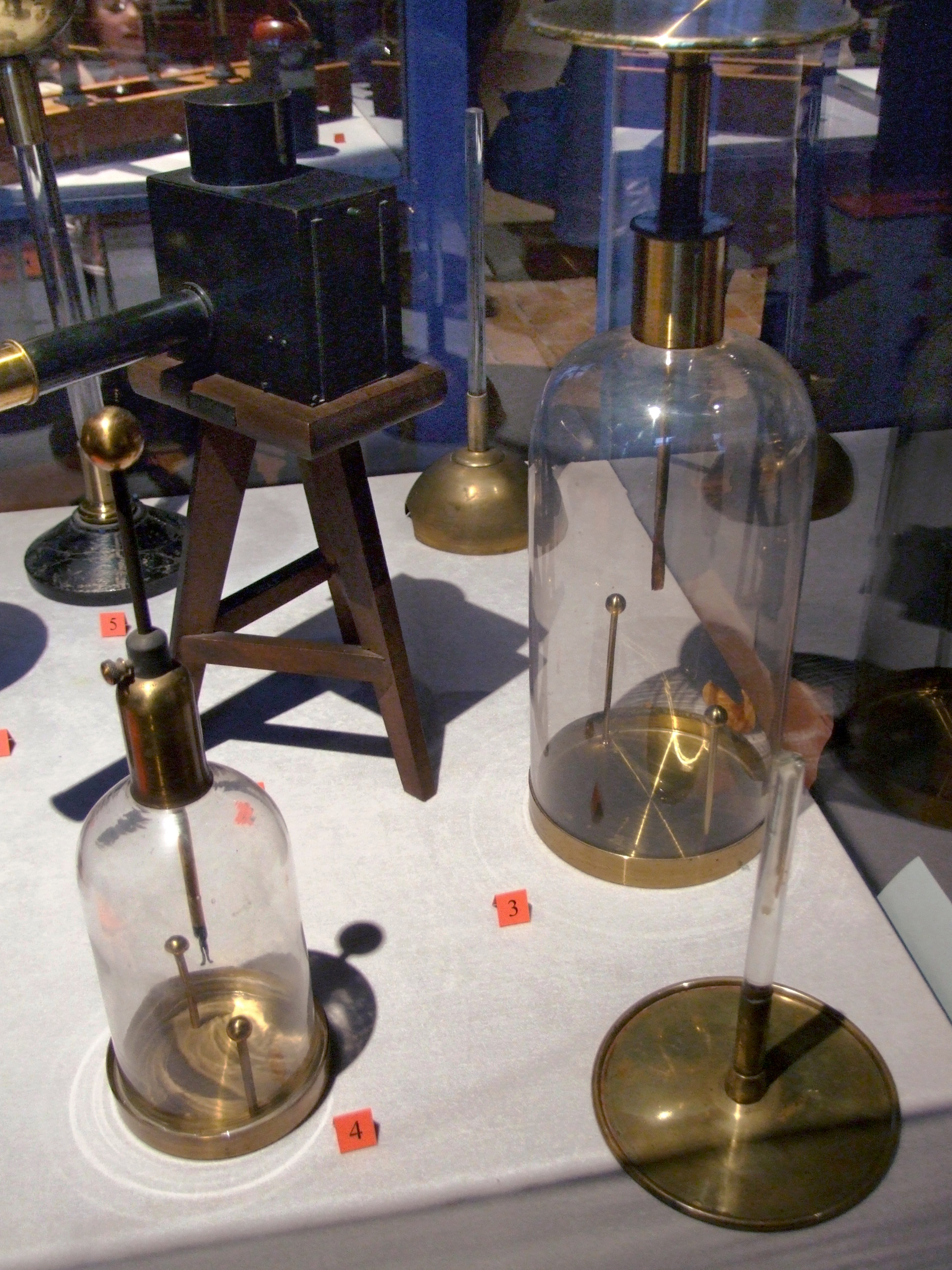
برق‌سنج ولتا

الکترومتر یا برق‌سنج (انگلیسی: Electrometer) وسیله‌ای الکتریکی برای اندازه‌گیری بار الکتریکی یا اختلاف پتانسیل الکتریکی است. انواع مختلفی از این دستگاه وجود دارد، از ابزارهای مکانیکی دست‌ساز تاریخی گرفته تا دستگاه‌های الکترونیکی دقت بالا استفاده می‌شود. الکترومترهای مدرن با به‌کارگیری لوله خلأ یا فناوری حالت جامد می‌توانند برای اندازه‌گیری ولتاژ و بار را با جریان نشتی اندک، کم‌تر از ۱ فمتوآمپر محاسبه کنند. وسیله‌ای ساده‌تر اما مرتبط با آن، الکتروسکوپ، بر اساس اصول مشابه عمل می‌کند اما فقط مقادیر نسبی ولتاژ یا بار را نشان می‌دهد.